# Paragus majoranae
Paragus majoranae là một loài ruồi trong họ Ruồi giả ong (Syrphidae). Loài này được Rondani mô tả khoa học đầu tiên năm 1857. Paragus majoranae phân bố ở vùng Cổ Bắc giới